# Easy (песня Rascal Flatts)
| Оценки критиков  | Оценки критиков |
| Источник         | Оценка          |
| ---------------- | --------------- |
| Country Universe | (B)             |
| Taste of Country | [ 2 ]           |

«Easy» — песня американской кантри-группы Rascal Flatts, вышедшая в качестве третьего сингла с их 7-го студийного альбома Nothing Like This, вместе с британской певицей Natasha Bedingfield. Релиз прошёл 27 июня 2011 года.

## История
Песня получила положительные отзывы музыкальной критики, например от Country Weekly, Allmusic, Country Universe, Taste of Country.
К июлю 2012 года тираж сингла составил 917,000 копий в США.

## Музыкальное видео
Премьера прошла в июле 2011 года.

## Позиции в чартах

### Еженедельные чарты
| Чарт (2011—12)                     | Наивысшая позиция |
| ---------------------------------- | ----------------- |
| США Billboard Hot 100              | 43                |
| США (Billboard Adult Contemporary) | 20                |
| США (Billboard Hot Country Songs)  | 3                 |

### Годовые итоговые чарты
| Чарт (2011)                   | Позиция |
| ----------------------------- | ------- |
| США Country Songs (Billboard) | 54      |

| Чарт (2012)                   | Позиция |
| ----------------------------- | ------- |
| США Country Songs (Billboard) | 57      |

## Сертификация
| Регион                                                      | Сертификация | Продажи    |
| ----------------------------------------------------------- | ------------ | ---------- |
| США (RIAA)                                                  | Платиновый   | 1 000 000^ |
| ^ Данные о тиражах приведены только на основе сертификации. |              |            |